# George Lourens Kiers
George Lourens Kiers (* 26. Januar 1838 in Amsterdam; † 22. Juli 1916 ebenda) war ein niederländischer Marinemaler sowie Aquarellist und Radierer.
Er wurde als Sohn von Petrus Kiers und Elisabeth Alida Haanen geboren. Seine Eltern wie auch die Schwester Catharina Kiers waren Maler.
Kiers wurde von Johan Hendrik Louis Meijer unterrichtet. Er lebte und arbeitete in Amsterdam bis 1856, Den Haag bis 1857, Amsterdam 1858, Den Haag bis 1861, Assen 1862, Den Haag 1862, Assen von 1863 bis 1868, dann ließ er sich in Amsterdam nieder.
Er malte insbesondere Meer- und Flussansichten mit Schiffen, schuf auch Radierungen und Aquarelle. Er war Mitglied von „Arti et Amicitiae“ in Amsterdam.
Von 1856 bis 1903 zeigte er seine Werke auf Ausstellungen in Amsterdam und Den Haag.

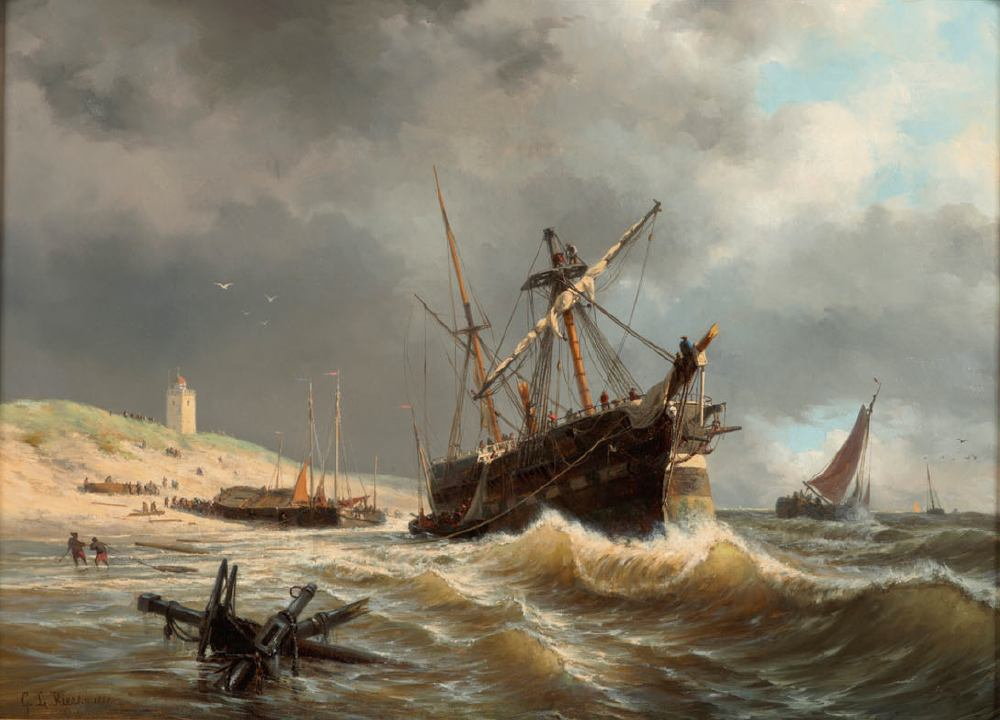
Gestrandete Barkasse (1858)
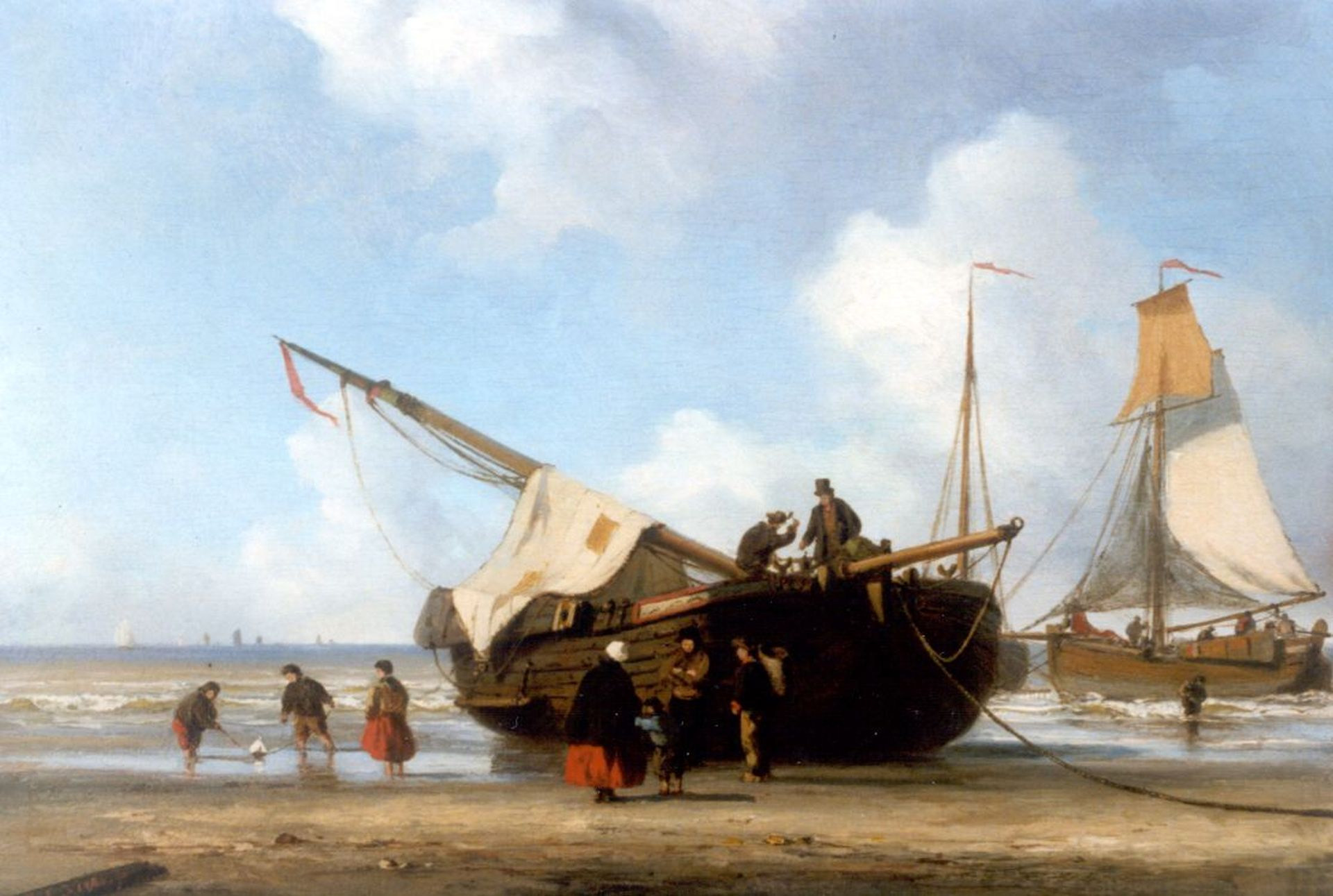
Aktivität am Strand
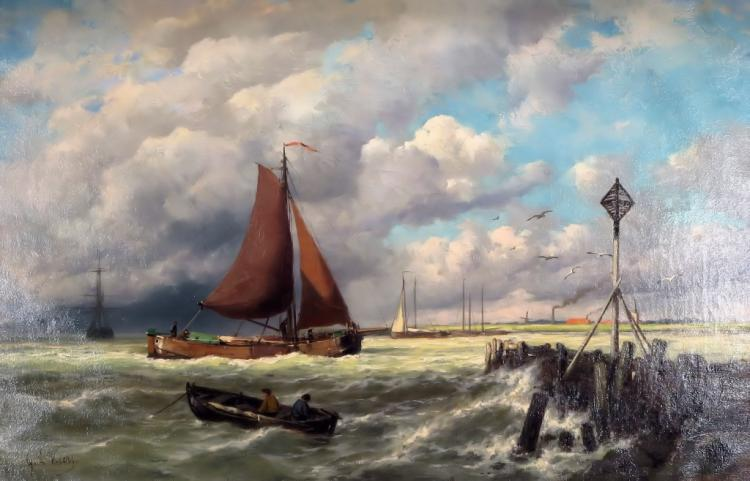
Boote im stürmischen Wasser am Pier
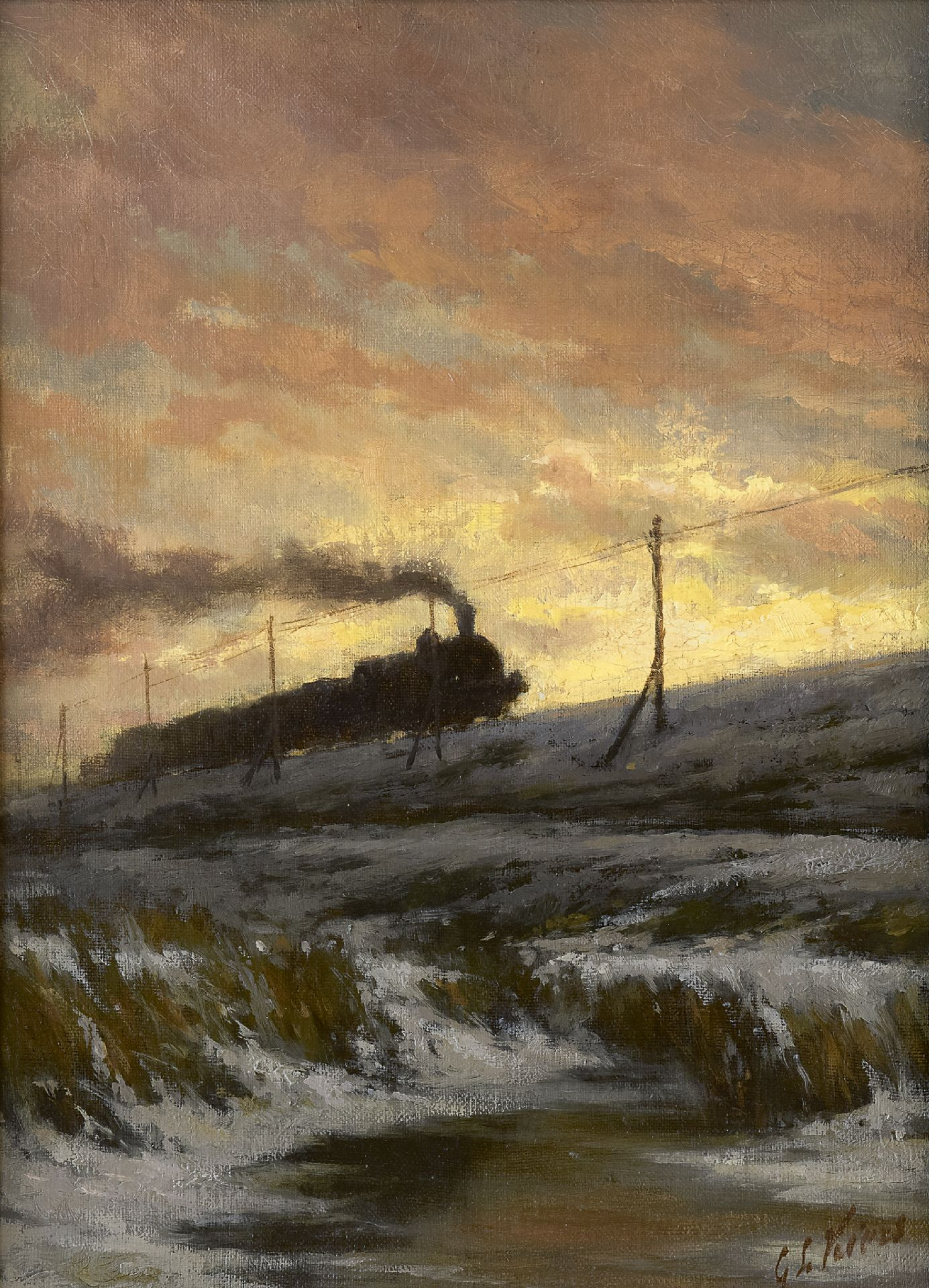
Entlang der Bahnstrecke
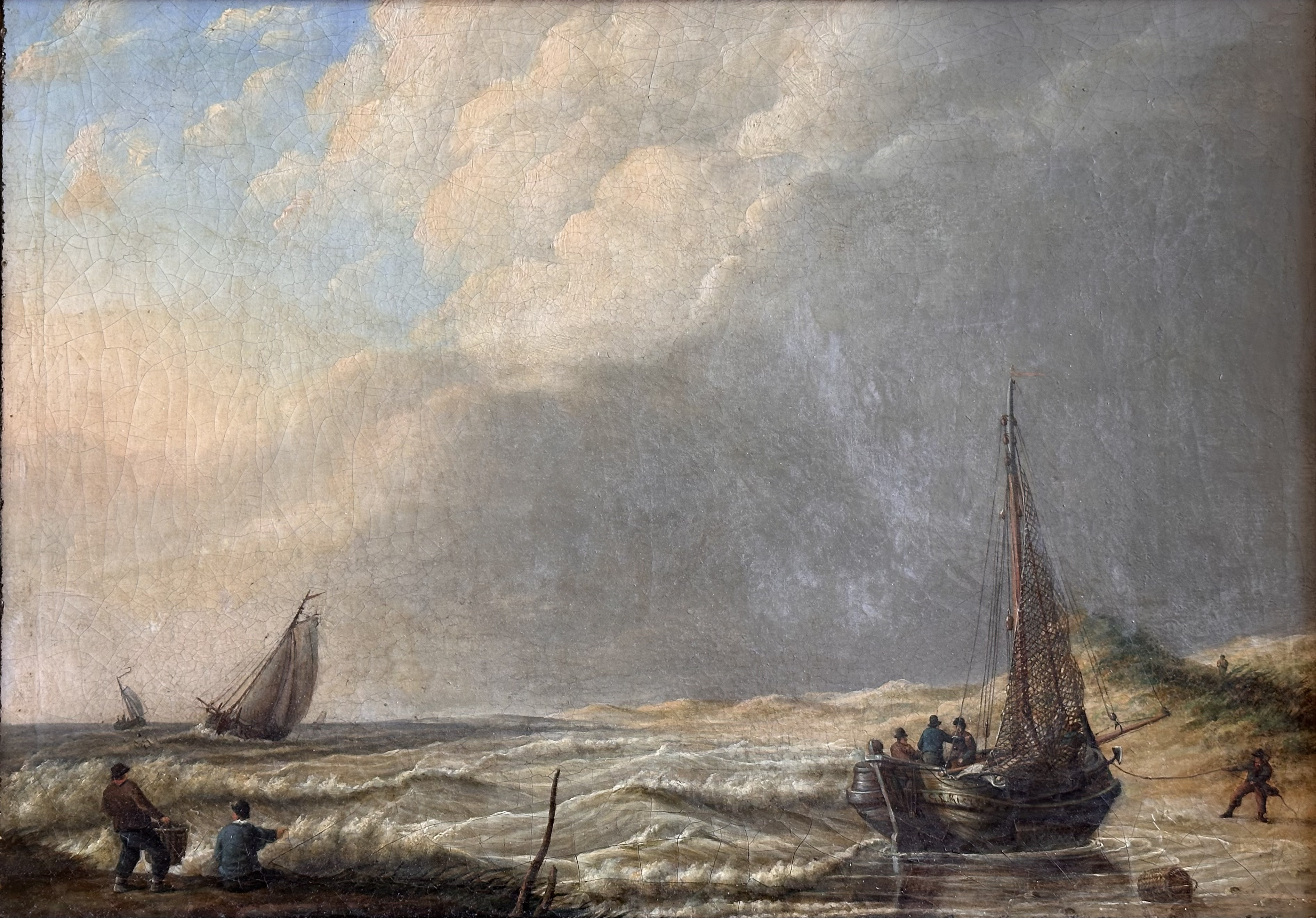
Fischerboot im Sturm